# Sture Haglundh
Sture Charles Haglundh, född 7 juni 1908 i Stockholm, död 23 januari 1978 i Stockholm, var en svensk tecknare, grafiker och målare. 
Haglundh genomgick Konsthögskolans grafiska skola 1941 men var i övrigt autodidakt som konstnär. Han medverkade i Nationalmuseums utställning Unga tecknare 1938-1943. Han debuterade som målande konstnär vid en utställning på Louis Hahnes konstsalong i Stockholm 1951. Han medverkade i samlingsutställningar med Onsdagsgruppen i Göteborg och Malmö samt ett flertal gånger med Sveriges allmänna konstförening. Han tilldelades Kungastipendiet 1953. Hans konst består av blyerts- eller torrnåls teckningar med landskapsstämningar från Stockholms förorter, skogar och vintermotiv. Haglundh är representerad vid Moderna museet i Stockholm, Göteborgs konstmuseum, Gustav VI Adolfs samling och Stockholms stadsmuseum. Han var från 1941 till sin död gift med Waldy Larsson. Haglundh är gravsatt i minneslunden på Råcksta begravningsplats.